# 아로노프-봄 효과

아로노프-봄 효과(Aharonov–Bohm effect)는 전자기장 텐서가 0인 지점에서도 대전된 입자가 전자기력의 영향을 받을 수 있다는 효과다.  1959년 야키르 아로노프(영어: Yakir Aharonov, 히브리어: יקיר אהרונוב)와 데이비드 봄이 발견하였다.
전자기 이론에서의 맥스웰 방정식에서는 퍼텐셜(벡터 퍼텐셜 또는 스칼라 퍼텐셜) 자체는 직접 측정할 수 없고, 전기장 또는 자기장의 형태의 물리량으로 나타나게 된다.
{\displaystyle E=-\nabla \phi -{\partial A \over \partial t},\ B=\nabla \times A}
양자역학에서는 해밀토니언에 전기장 또는 자기장이 아닌 전자기 퍼텐셜이 직접 들어가기 때문에 고전역학에서보다 더욱 중요한 역할을 하게 된다.
아로노프와 봄은 벡터 퍼텐셜 또는 스칼라 퍼텐셜로 인한 전자기장이 0인 지점을 움직이는 입자에도 전자기 퍼텐셜이 영향을 미친다는 사실을 발표하였는데 이를 아로노프-봄 효과라 한다. 즉, 입자가 장이 존재하지 않는 영역에서도 전자기 퍼텐셜의 영향을 받을 수 있는 것이다.

## 벡터 퍼텐셜에 의한 아로노프-봄 효과

아로노프-봄 효과의 모식도

그림과 같이 전자가 서로 다른 경로로 지나가도록 하고, 중앙에 솔레노이드가 있어 입자가 자기장이 0 ({\displaystyle \nabla \times A=0})이지만 벡터 퍼텐셜 {\displaystyle A}는 0이 아닌 곳을 지나간다고 하자. (벡터 퍼텐셜 {\displaystyle A}는 편의상 시간에 따라 바뀌지 않는다고 가정하자.) 이 계의 슈뢰딩거 방정식은 다음과 같다.
{\displaystyle \left[{\frac {1}{2m}}({\frac {\hbar }{i}}\nabla -qA)^{2}+V\right]\Psi =i\hbar {\partial \Psi  \over \partial t}}
이 때 위상만 다른 파동 함수는 물리 법칙에 영향을 주지 않으므로, 파동 함수를 다음과 같이 바꾸어 쓸 수 있다.
{\displaystyle \Psi =e^{(-ig)}\Psi \prime }
{\displaystyle g(r)\equiv {q \over \hbar }\int _{0}^{r}A(s)ds}
위의 파동 함수 {\displaystyle \Psi }를 슈뢰딩거 방정식에 대입하면
{\displaystyle {\hbar ^{2} \over 2m}\Psi \prime +V\Psi \prime =i\hbar {\partial \Psi \prime  \over \partial t}}
으로 쓸 수 있으므로 결국 벡터 퍼텐셜은 파동 함수의 위상(phase)을 변화시키는 역할을 한다는 것을 알 수 있다. 즉, 자기장이 0이어도 벡터퍼텐셜이 파동 함수의 위상을 변화시키므로 서로 다른 경로를 지나는 전자의 위상차를 다음과 같이 구할 수 있다.
{\displaystyle g={q \over \hbar }\oint Ads={q\Phi  \over 2\pi \hbar }\oint \left({1 \over r}\right)(rd\phi )=\pm {q\Phi  \over 2\hbar }}
여기서 {\displaystyle \Phi }는 자기 선속이고 부호는 전자의 운동방향과 벡터 퍼텐셜의 방향에 의하여 결정된다. 즉 전자 빔의 위상은 그 경로의 자속다발의 양에 비례하므로 그 위상차는
위상차 = {\displaystyle {q\Phi  \over \hbar }}
이고 위상차는 측정할 수 있으므로, 이는 장이 0인 지점에서도 벡터 퍼텐셜이 측정가능한 양에 영향을 미치는 것을 보일 수 있다. 즉 이러한 관점에서 보면, 물리적인 본질은 퍼텐셜이고, 장은 퍼텐셜들의 미분에 의해 유도된 값이라고 할 수 있다.

## 스칼라 퍼텐셜에 의한 아로노프-봄 효과
자기 벡터 퍼텐셜이 파동함수의 위상에 영향을 미칠 수 있는 것처럼, 전기 스칼라 퍼텐셜 또한 같은 효과를 줄 수 있다. 전자가 전기장은 0이지만 전기적인 퍼텐셜이 변하는 두 경로를 운동하는 경우 고전역학적으로는 전자의 운동에 아무런 영향을 줄 수 없지만 양자역학적으로는 아로노프-봄 효과에 의한 간섭현상이 일어나 위상 변화가 일어난다고 예측할 수 있다.
슈뢰딩거 방정식에서는 에너지는 {\displaystyle e^{-iEt \over \hbar }} 로 나타낼 수 있다. 여기서 에너지는 스칼라 퍼텐셜 V와 전하 q에 의해 결정되므로, V를 상수라 하면 전기장은 V의 미분이므로 0이 되고, 위상차는 다음과 같다.
{\displaystyle \Delta \phi =-{qVt \over \hbar }}

## 실험적인 관측
위에서 논의한 바와 같이 같은 전자원(electron source)에서 나온 전자가 다른 경로를 통해 갈 때 벡터 퍼텐셜의 영향을 받아 파동함수의 위상이 동일하지 않게 된다. 즉, 퍼텐셜이 없을 때 나타나던 물결무늬 모양은 퍼텐셜이 올라감에 따라 (즉, 자기장을 더해줌에 따라) 그 크기에 대해 위상차의 변화로 나타나게 된다. 그리고 위상차의 변화는 결국 원의 물결무늬 모양의 위치 변화로 나타나므로, 자기장을 점점 더 강하게 걸어줄수록 간섭 무늬가 한쪽 방향으로 이동해 가게 된다. 즉 자기장의 변화에 대하여 전기 저항 또는 전기전도도가 진동하는 형태로 변하게 되는데 이러한 효과를 아로노프-봄 진동(Aharonov–Bohm oscillation)이라 한다.
1985년 Webb이 0.01K에서 지름 800 nm 금속 링에서 자기저항(magnetoresistance)이 자기장의 변화에 따라 진동함을 관측하였다. 그리고 이를 푸리에 변환한 결과 주기가 {\displaystyle h/e}와 {\displaystyle h/2e}에서 피크가 나타남을 보였다. 그리고 1998년 Oudenaarden이 터널 정션(tunnel junction)이 있는 금속 링을 이용하여 자기적인 것과 함께 전기적인 아로노프-봄 효과를 측정하였다. 그리고 1999년 Bachtold가 탄소 나노튜브에서 아로노프-봄 진동을 측정한 결과를 발표하였고, 최근 2007년에는 Neder가 아로노프-봄 효과를 이용하여 자기 선속을 조절하면 파동의 상대적 위상을 조절할 수 있기 때문에 보강 간섭과 상쇄 간섭이 나타나는 지점을 결정할 수 있는 연구를 발표하였다.

## 같이 보기
- 기하학적 위상
- 와니어 함수
- 윌슨 고리
- 감김 수